# کیویوک (قمر)
کیویاک، (‎/ˈkɪvi.ʌk/‎) از قمرهای مخالف‌گرد و نامنظم زحل است. این قمر در سال ۲۰۰۰ توسط برت جیمز گلدمن کشف شد و نام اس/۲۰۰۰ اس پنج به آن داده شد. این قمر به افتخار کیویاک از اساطیر اینویی نامگذاری شد.